# Othenio Abel

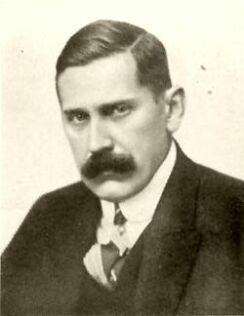
Othenio Abel

Othenio Lothar Franz Anton Louis Abel (* 20. Juni 1875 in Wien; † 4. Juli 1946 in Pichl am See, am Mondsee) war ein österreichischer Paläontologe und Evolutionsbiologe. Er war Hochschullehrer, Rektor der Universität Wien und gilt als Begründer der Paläobiologie als eigener Zweig des ehemals vollkommen geologisch orientierten Faches Paläontologie.
Abel war zudem politisch aktiv und vertrat bereits als Student sowie später in seiner Rolle als Hochschullehrer einen aggressiven Antisemitismus. Bereits vor der Zeit des Nationalsozialismus war Abel ein Verehrer der nationalsozialistischen Politik und war selbst aktives Mitglied der NSDAP (illegaler Nationalsozialist), der dann als „Ehrensenator“ der gleichgeschalteten Universität Wien nach dem Anschluss wieder eingestellt wurde.

## Leben
Geboren wurde Othenio Abel in Wien als Sohn des Architekten Lothar Abel. An der Universität Wien studierte er bis 1899 Rechtswissenschaft und Naturwissenschaften und schloss mit der Promotion als Dr. phil. ab. Bereits ab 1898 war er Assistent im Labor des Geologen Eduard Suess, 1901 habilitierte er sich als Privatdozent für Paläontologie an der Universität Wien und arbeitete von 1900 bis 1907 an der Geologischen Reichsanstalt. 1905 wurde sein Sohn Wolfgang Abel geboren, der in der Zeit des Nationalsozialismus als „Rassenforscher“ und Hochschullehrer in Berlin tätig war.
1907 wurde Othenio Abel außerordentlicher Professor in Wien und von 1917 bis 1934 bekleidete er als ordentlicher Professor den Lehrstuhl für Paläontologie in Wien. Als solcher leitete er mehrere Expeditionen, die ihn auch breiteren Kreisen bekannt machten, etwa die Pikermi-Expedition nach Griechenland 1912 sowie eine Amerika- und eine Südafrikaexpedition (1925 bzw. 1929). Mit besonderem Eifer untersuchte Abel die so genannte Drachenhöhle bei Mixnitz und ihre Überreste von Höhlenbären.
1920 erhielt Abel die Daniel Giraud Elliot Medal. 1927 wurde er als ausländisches korrespondierendes Mitglied in die Russische Akademie der Wissenschaften aufgenommen. 1935 wurde er zum Mitglied der Gelehrtenakademie Leopoldina und der Göttinger Akademie der Wissenschaften gewählt. Von 1935 bis 1940 war Abel Ordinarius an der Georg-August-Universität Göttingen, 1941 wurde er emeritiert. 1942 wurde er für unbegrenzte Zeit bzw. auf ewig Ehrenmitglied der Paläontologischen Gesellschaft, welche ihm die Ehrenmitgliedschaft jedoch 2024 aufgrund seiner Verbindungen zum Nationalsozialismus posthum aberkannte.

## Forschungen
Sein Arbeitsfeld waren fossile Wirbeltiere, wobei er die Stammesgeschichte noch sehr stark nach dem Vorbild von Jean-Baptiste de Lamarck interpretierte.

## Politische Haltung
Bereits als Student war Abel 1897 im Zuge der Badeni-Krise aktiv an antisemitischen Ausschreitungen an der Universität beteiligt. Nach dem Ersten Weltkrieg und dem Ende der Monarchie Österreich-Ungarn, inzwischen Professor an der Universität Wien, erklärte er seine Furcht vor einer Machtübernahme durch „Kommunisten, Sozialdemokraten, und mit den beiden verbündet Juden und wieder Juden“. Laut Kurt Ehrenberg, seinem Schüler und Schwiegersohn, der die autobiographischen Aufzeichnungen Abels verarbeitete, gründete Abel in der Folge eine im Geheimen agierende Verbindung (Bärenhöhle genannt) von insgesamt 18 christlichsozialen und deutschnationalen Professoren, die ihren Einfluss in Gremien der Universität geltend machten, um die Forschungstätigkeit und die universitären Karrieren linker und nach eigener Aussage auch jüdischer Wissenschaftler zu verhindern. Ein prominentes Opfer war der Physiker Otto Halpern. Abels Intrigen provozierten offenbar Karl Camillo Schneider, der am 30. Juni 1932 ein Pistolenattentat auf ihn verübte und sich offenbar von Abel um seine Chancen gebracht sah.
Der zunehmenden Gewalt nationalsozialistisch orientierter Studentengruppen vor allem gegenüber jüdischen Studenten begegnete er als Rektor 1932/33 mit offener Sympathie. Als diese Übergriffe sich auch gegen katholische Studenten richteten, kam es zum Bruch mit den Christlichsozialen und er wurde im September 1934 von der austrofaschistischen Führung als Rektor in den vorzeitigen Ruhestand versetzt, woraufhin er 1935 eine Professur in Göttingen antrat. Dort trat er dem NSDDB bei.
Im März 1938, nach dem „Anschluss“ Österreichs an das nationalsozialistische Deutsche Reich, besuchte er Wien und sah, wie an der Universität Wien Hakenkreuzfahnen entrollt wurden, wozu er erklärte: „Das war der schönste Augenblick meines Lebens“. Abel, der seit dem 25. Juni 1933 illegales Mitglied der NSDAP war, beantragte am 10. Dezember 1938 die reguläre Aufnahme in die Partei und wurde rückwirkend zum 1. Mai desselben Jahres aufgenommen (Mitgliedsnummer 6.196.288).
Von den neuen Machthabern wurde er 1941 mit dem neu eingeführten Titel eines „Ehrensenators“ der Universität Wien geehrt und 1944 für die Goethe-Medaille vorgeschlagen, in der Empfehlung hieß es, er habe „bereits in den Jahren nach dem Ersten Weltkrieg im Kampf gegen die drohende Verjudung und Überfremdung an der Wiener Universität stets in der ersten Reihe“ gestanden.

## Othenio-Abel-Preis
Ab 1985 wurde von der Österreichischen Akademie der Wissenschaften alle zwei Jahre der mit 3.700 Euro dotierte Othenio-Abel-Preis an die Verfasser einer ausgezeichneten Publikation auf dem Gebiet der Paläobiologie oder für das Lebenswerk in der Paläontologie vergeben. Nachdem Abels enge Verbindungen zum Nationalsozialismus und seine antisemitische und völkische Haltung und Tätigkeit thematisiert wurden, beschloss die ÖAW im Oktober 2012 eine Umbenennung des Preises.

## Schriften (Auswahl)
- Les dauphins longirostres du boldérien (miocène supérieur) des environs d'Anvers. Brüssel 1901–1931, doi:10.5962/bhl.title.16053
- Les odontocètes du Boldérien (miocène supérieur) d'Anvers. Brüssel 1905, doi:10.5962/bhl.title.15923
- Fossile Flugfische. Jahrbuch K. K. Geol. Reichsanstalt 56, Heft 1, Wien 1906, doi:10.5962/bhl.title.61007
- Die Morphologie der Hüftbeinrudimente der Cetaceen. Wien 1907, doi:10.5962/bhl.title.16064
- Die Stammesgeschichte der Meeressäugetiere. Meereskunde. Sammlung volkstümlicher Vorträge zum Verständnis der nationalen Bedeutung von Meer und Seewesen. 1, 4, Mittler, Berlin 1907 (Digitalisat)
- Grundzüge der Paläobiologie der Wirbeltiere. 470 Abb., 708 S., E. Schweizerbart´sche Verlagsbuchhandlung (Erwin Nägele), Stuttgart 1911, doi:10.5962/bhl.title.61833
- Vorzeitliche Säugetiere. Jena 1914
- Die Paläontologie in Forschung und Lehre. In: Naturwissenschaften 3, 1915, S. 413–419
- Paläobiologie der Cephalopoden aus der Gruppe der Dibranchiaten. 100 Fig., 281 S., Verlag Gustav Fischer, Jena 1916, doi:10.5962/bhl.title.46089, doi:10.5962/bhl.title.82313
- Die Stämme der Wirbeltiere. 669 Fig., 914 S., Walter de Gruyter, Berlin und Leipzig, 1919, doi:10.5962/bhl.title.2114
- Lehrbuch der Paläozoologie. 700 Abb., 500 S., Verlag Gustav Fischer, Jena 1920
- Lebensbilder aus der Tierwelt der Vorzeit. 507 Abb., 643 S., Verlag Gustav Fischer, Jena 1922, doi:10.5962/bhl.title.61701
- Geschichte und Methode der Rekonstruktion vorzeitlicher Wirbeltiere. Jena 1925
- Paläobiologie und Stammesgeschichte. Jena 1929
- als Hrsg. mit Georg Kyrle: Die Drachenhöhle bei Mixnitz (= Speläologische Monographien. Band 7–8). Österreichische Staatsdruckerei, Wien 1931.
- Die Stellung des Menschen im Rahmen der Wirbeltiere. 1931
- Vorzeitliche Lebensspuren. Jena 1935
- Die Tiere der Vorzeit in ihrem Lebensraum. Jena 1939
- Vorzeitliche Tierreste im Deutschen Mythus, Brauchtum und Volksglauben. Jena 1939

Ab 1928 war Abel Herausgeber der Zeitschrift Paläobiologica.